# 甘露市中心
甘露市中心（英文：Downtown Kamloops）或是譯作坎盧普斯下城，是一個位於加拿大英屬哥倫比亞省湯普森-尼古拉地區甘露市下屬的一個鄰里社區，也是該地區之中之最大城市甘露市之下城精華地帶，擁有住商混合之街區。

## 概述

### 地理
甘露市中心位於南北湯普森河交匯處之南側，西北以兩河鄰北岸，並於東北側臨塔勘露普斯蘇韋華米克領地。東側則以甘露市東端（East End）與維利維尤相接；西側主要則是以第一大道接上西端，並西北側一小部分於歐弗蘭德橋連接米遜平地。過哥倫比亞街後西側則以山坡地形將下撒哈里與其區隔，並在與界線東側彼得森溪塞吉布拉許包夾之處建立撒哈里臺自然公園；而此延伸區域則至橫加公路1號、5號和97號共線路段之高架橋與上撒哈里為界。南側範圍則是在經過哥倫比亞街後屬於塞吉布拉許之範疇。

### 文化
甘露市中心亦有多間餐廳、商店和各類不定期活動，並且城市內的後巷多有藝術噴漆存在（Kamloops Back Alley Arts）。
此外，亦有一些電影於甘露市中心取景，如《一匙子的愛（A Loving Spoonful）》和《金剛戰士》。

## 交通
甘露市作為湯普森-尼古拉地區之最大城鎮，市中心有著多種交通方式和系統存在，其中包含公路系統連接和市區公車接駁。

### 市區公車
甘露交通系統蘭斯當轉運站位於此境內蘭斯當街和第六大道路口處，是為主要連接甘露市北岸和撒哈里商業區和亞伯丁商場之主要轉運地點。其中共有十處停靠區於轉運站內，共有九條路線以此轉運站作為路線起訖點。以下為經過市中心區域之公車路線：
| 路線編號/名稱                      | 境內共經站點            | 主要服務社區               |
| ---------------------------------- | ----------------------- | -------------------------- |
| 1 特蘭奎爾                         | 8站                     | 布拉克赫斯特、北岸         |
| 2 帕克雷斯特                       | 8站                     | 布拉克赫斯特、北岸         |
| 3 威斯特塞德                       | 8站                     | 威斯特塞德、北岸           |
| 6 市區環線                         | 17站 (繞駛醫院則為19站) | 塞吉布拉許                 |
| 7 亞伯丁                           | 站                      | 亞伯丁                     |
| 9 格蘭翼鴿                         | 站                      | 上撒哈里                   |
| 16 杜松嶺                          | 14站                    | 維利維尤、杜松嶺           |
| 17 英屬哥倫比亞野生動物公園/達拉斯 | 10站                    | 維利維尤、達拉斯、坎貝爾溪 |
| 18 保羅山                          | 10站                    | 桑里弗斯                   |

### 道路
甘露市中心為除了甘露市北岸以外唯二使用棋盤狀道路設計的地區。甘露市中心地區以東西向規劃為「街(St.)」，南北向規劃「大道(Ave.)」。範圍內從第一大道(1st. Ave.)至第十五大道(15th. Ave.)橫跨東西，並有未編序的命名街道作為東西向道路。甘露市北岸地區則規劃南北向道路為「街(St.)」；東西向道路為「大道(Ave.)」，主要範圍自舒伯特道(Schubert Dr.)以西至甘露機場，有從第七街(7th. St.)至第十四街(14th. St.)（第一街至第六街空缺原因不明）作為南北聯絡道路，各名稱大道貫穿東西向交通。
市區內亦有市區重要幹道存在，連接境內各街區南北向幹道（Arterial）主要有第一大道（1st. Ave.）、第三大道（3rd. Ave.）、第四大道（4th. Ave.）和第六大道（6th. Ave.），和次要幹道（Collector）的第十大道（10th. Ave.）。東西向連接各鄰里之道路，幹道則有哥倫比亞街（Columbia St.）、西摩街（Seymour St.）、維多利亞街（Victoria St.）和蘭斯當街（Lansdowne St.）。次要幹道則有巴特爾街（Battle St.）、隆恩街（Lorne St.）和河街（River St.）。

### 鐵路
加拿大太平洋鐵路於甘露市設有甘露站於甘露市中心，並且亦設有甘露火車遺址（Kamloops Railway Heritage）。

## 社區問題
因甘露市中心位處兩河口交匯之低窪地區，每當春夏之際時多有洪災。此外，市政府訂定的遊民收容所亦是為處於此境內，且多有毒癮者、貧民和精神狀況有問題者在此地區進行犯罪，境內之麥當勞也持續遭到蓄意破壞和槍擊而終止營業。

## 境內設施
甘露市中心亦是甘露市內較早開發之區域，故有著歷史建築、公設地點和重要設施：

### 體育與公園
- 撒哈里臺自然公園
- 里弗塞德公園
- 瓦特弗朗特公園
- 先驅者公園
- 展覽公園
- 查爾斯親王公園
- 桑德曼體育館
- 查爾斯·安德森體育場
- 甘露紀念體育館

### 公家機關
- 皇家內陸醫院
- 甘露市政府
- 甘露市議會
- 甘露市交通局
- 甘露市衛生局
- 甘露市水利局
- 皇家加拿大騎警甘露市中心分局
- 黃松屋（Ponderosa Lodge）

### 教育、宗教與休閒
- 聖安斯學院
- 聖心主教座堂
- 聖保羅主教座堂
- 甘露美術館
- 甘露市博物館
- 甘露市立圖書館市中心分館
- 甘露市基督教青年會分會

## 資料來源
1. ↑  . City of Kamloops.   [2022-08-15]. Neighborhoods
2. ↑  .   [2022-08-06]. （原始内容存档于2022-11-18）.
3. ↑  https://www.tourismkamloops.com/thingstodo/tours-itineraries/backalleyartgallery/
4. ↑  .   [2022-08-06]. （原始内容存档于2022-08-06）.
5. ↑  .   [2022-08-06]. （原始内容存档于2022-07-13）.
6. ↑  https://www.tourismkamloops.com/blog/post/6-hollywood-movies-filmed-in-kamloops/
7. 1 2  .   [2022-08-06]. （原始内容存档于2022-03-18）.
8. ↑  .   [2022-02-18]. （原始内容存档于2022-02-18）.
9. ↑  .   [2022-08-06]. （原始内容存档于2022-02-18）.
10. ↑  .   [2022-08-06]. （原始内容存档于2022-08-06）.
11. ↑  .   [2022-08-06]. （原始内容存档于2022-01-27）.
12. ↑  .   [2022-08-06]. （原始内容存档于2022-05-16）.
13. ↑  .   [2022-08-06]. （原始内容存档于2022-11-21）.
14. ↑  https://www.google.com.tw/maps/@50.6752702,-120.3275217,15.68z?hl=en&authuser=0